# Florent Ogier
Florent Ogier (* 21. März 1989 in Lyon) ist ein französischer Fußballspieler, der aktuell für den Mohammedan SC in der Indian Super League spielt.

## Karriere

### Anfänge im Amateurbereich
Ogier begann seine fußballerische Ausbildung bei Grenoble Foot. Im Sommer 2009 wechselte er zur AS Lyon-Duchère, wo er in einer Spielzeit zu 31 Einsätzen und einem Tor im französischen Amateurbereich kam. Anschließend wurde er vom Zweitligisten FCO Dijon verpflichtet. Am 6. August 2010 (1. Spieltag) kam er bei einem 0:0-Unentschieden gegen den SCO Angers zu seinem Profidebüt, als er über 90 Minuten spielte. In der Saison 2010/11 kam er zu 16 Einsätzen in der Ligue 2, fiel jedoch die Rückrunde aus. Daraufhin wurde er an Racing Besançon verliehen, die in der dritten Liga spielten. Bei seinem Leihverein war er Stammspieler und spielte 33 Ligaspiele. Nachdem er nach seiner Rückkehr in der Kaderplanung von Dijon keine Rolle mehr gespielt hatte, löste er im Winter 2013 seinen Vertrag auf und schloss sich ablösefrei dem Drittligisten Paris FC an. Bis zum Saisonende traf er dann einmal in 16 Einsätzen. Nach nur einem halben Jahr verließ er Paris und wechselte zu Le Poiré-sur-Vie VF, die ebenfalls in der drittklassigen National spielten. Nachdem er anfangs Stammkraft war, kam er ohne Einsätze im Saisonfinale nur zu 19 Spielen und zwei Toren. Nach Saisonbeginn der Folgespielzeit wechselte er zum Ligakonkurrenten FC Bourg-Péronnas. Dort kam er in der National zu einem Tor in 29 Partien und stieg am Ende mit seinem Verein in die Ligue 2 auf.

### Durchbruch als Profi
Sein Profidebüt im neuen Trikot gab er am 31. Juli 2015 (1. Spieltag) in der Startelf gegen den AC Le Havre, als man mit 1:3 verlor. Nur einen Monat später (5. Spieltag) schoss er bei einem 2:1-Sieg gegen den FC Sochaux sein erstes Tor insgesamt im Profifußball. Wettbewerbsübergreifend kam er 2015/16 zu 31 Spielen und zwei Toren. Im Sommer 2016 verließ er allerdings Bourg-Péronnas und wechselte ablösefrei zum FC Sochaux. Sein erstes Spiel für die Mannschaft spielte er am 29. Juli 2016 (1. Spieltag) über 90 Minuten bei einem 3:1-Auswärtssieg beim ES Troyes AC. Am letzten Spieltag schoss er im Rückspiel gegen Troyes sein erstes Tor, als seine Mannschaft diesmal unterlag. Insgesamt beendete er die Spielzeit 2016/17 mit diesem einen Tor in 36 Ligapartien. Auch in der Folgesaison war er Stammspieler und spielte wettbewerbsübergreifend in 38 Partien. Zur neuen Saison 2018/19 wechselte er zum ebenfalls in der Ligue 2 spielenden Clermont Foot. Auch hier debütierte er direkt am ersten Spieltag, bei einem 0:0-Unentschieden gegen LB Châteauroux in der Startelf stehend. Bei einem 4:0-Auswärtssieg gegen den FC Valenciennes konnte er einen Monat nach seinem ersten Vereinsspiel sein erstes Tor erzielen. In der gesamten Saison traf Ogier insgesamt viermal in 39 Spielen. In der Folgesaison kam er bis zum Ligaabbruch zu 27 Einsätzen und einem Tor. In der Spielzeit 2020/21 spielte er alle 38 Ligaspiele und stieg am Ende der Saison mit seinem Team, meist als Kapitän spielend, in die Ligue 1 auf. Sein erstes Spiel in der höchsten französischen Spielklasse bestritt er erneut als Kapitän am ersten Spieltag bei einem Sieg über Girondins Bordeaux. Am 21. November (14. Spieltag) konnte er gegen den OGC Nizza auch sein erstes Tor in der ersten Liga erzielen. Nach insgesamt sechs Jahren und 177 Pflichtspielen verließ er den Klub im Sommer 2024 wieder.

### Wechsel nach Indien
Nach dreimonatiger Vereinslosigkeit unterschrieb Ogier dann am 1. Oktober 2024 einen Vertrag beim Mohammedan SC in der Indian Super League. 

## Erfolge
FC Bourg-Péronnas
- Aufstieg in die Ligue 2: 2015

Clermont Foot
- Aufstieg in die Ligue 1: 2021